# Bóng đá tại Đại hội Thể thao Đông Nam Á 2021 – Nam
Giải đấu bóng đá nam tại Đại hội Thể thao Đông Nam Á 2021 được tổ chức tại Việt Nam từ ngày 6 tháng 5 đến ngày 22 tháng 5 năm 2022. Các trận đấu vòng bảng và vòng bán kết được thi đấu tại Phú Thọ và Nam Định, trong khi các trận tranh huy chương đồng và huy chương vàng được tổ chức tại Hà Nội. Độ tuổi tham dự là từ 23 tuổi trở xuống, cộng thêm tối đa 3 cầu thủ quá tuổi.
Việt Nam đã bảo vệ thành công tấm huy chương vàng sau khi đánh bại Thái Lan 1–0 trong trận chung kết, đồng thời trở thành đội bóng đầu tiên vô địch với thành tích giữ sạch lưới trong suốt giải đấu, kể từ khi bóng đá nam tại SEA Games được giới hạn theo lứa tuổi vào năm 2001. Indonesia giành tấm huy chương đồng sau khi vượt qua Malaysia trong loạt sút luân lưu.

## Lịch thi đấu
Dưới đây là lịch thi đấu cho nội dung bóng đá nam.
| G | Vòng bảng | ½ | Bán kết | B | Tranh huy chương đồng | F | Chung kết |

| T6 6 | T7 7 | CN 8 | T2 9 | T3 10 | T4 11 | T5 12 | T6 13 | T7 14 | CN 15 | T2 16 | T3 17 | T4 18 | T5 19 | T6 20 | T7 21 | CN 22 | CN 22 |
| ---- | ---- | ---- | ---- | ----- | ----- | ----- | ----- | ----- | ----- | ----- | ----- | ----- | ----- | ----- | ----- | ----- | ----- |
| G    | G    | G    | G    | G     | G     |       | G     | G     | G     | G     |       |       | ½     |       |       | B     | F     |

## Các quốc gia tham dự
10 đội tuyển trong tổng số 11 quốc gia Đông Nam Á đã tham dự nội dung thi đấu này.
- Campuchia (CAM)
- Indonesia (INA)
- Lào (LAO)
- Malaysia (MAS)
- Myanmar (MYA)
- Philippines (PHI)
- Singapore (SGP)
- Thái Lan (THA)
- Đông Timor (TLS)
- Việt Nam (VIE)

## Địa điểm
Sân vận động Quốc gia Mỹ Đình, sân vận động Hàng Đẫy ở Hà Nội và sân vận động Thiên Trường ở Nam Định là ba địa điểm được lựa chọn ban đầu cho môn bóng đá nam, trong đó các trận đấu vòng bảng diễn ra tại sân Hàng Đẫy và sân Thiên Trường, còn sân Mỹ Đình là nơi tổ chức các trận bán kết, tranh huy chương đồng và chung kết. Tuy nhiên, đến tháng 9 năm 2020, Sở Văn hoá Thể thao Thành phố Hà Nội đã có công văn chính thức gửi Tổng cục Thể dục Thể thao về việc xin không đăng cai một bảng bóng đá nam tại SEA Games 31 với lý do sân đã xuống cấp và việc nâng cấp, sửa chữa không kịp tiến độ cho SEA Games. Phú Thọ đã bày tỏ sự quan tâm đến việc tổ chức một bảng đấu của bóng đá nam tại SEA Games 31 trên sân vận động Việt Trì; địa phương này chính thức được tuyên bố là địa điểm đăng cai môn bóng đá nam vào ngày 21 tháng 11 năm 2020, thay thế cho sân vận động Hàng Đẫy.
| Hà NộiPhú ThọNam ĐịnhBóng đá tại Đại hội Thể thao Đông Nam Á 2021 – Nam (Việt Nam) | Hà Nội                        | Nam Định                  | Phú Thọ               |
| ---------------------------------------------------------------------------------- | ----------------------------- | ------------------------- | --------------------- |
| Hà NộiPhú ThọNam ĐịnhBóng đá tại Đại hội Thể thao Đông Nam Á 2021 – Nam (Việt Nam) | Sân vận động Quốc gia Mỹ Đình | Sân vận động Thiên Trường | Sân vận động Việt Trì |
| Hà NộiPhú ThọNam ĐịnhBóng đá tại Đại hội Thể thao Đông Nam Á 2021 – Nam (Việt Nam) | Sức chứa: 40.192              | Sức chứa: 30.000          | Sức chứa: 18.000      |
| Hà NộiPhú ThọNam ĐịnhBóng đá tại Đại hội Thể thao Đông Nam Á 2021 – Nam (Việt Nam) |                               |                           |                       |

## Đội hình
Do SEA Games lùi lại một năm nên giải đấu nam sẽ có độ tuổi tham dự là U-23 (sinh vào hoặc sau ngày 1 tháng 1 năm 1999), với tối đa ba cầu thủ quá tuổi được phép.

## Bốc thăm
Lễ bốc thăm được tổ chức vào ngày 6 tháng 4 năm 2022 tại khách sạn Hyatt Regency West Hanoi ở Hà Nội, Việt Nam. Mười đội tuyển trong giải đấu nam được bốc thăm chia thành hai bảng, mỗi bảng năm đội. Các đội tuyển được xếp vào năm nhóm hạt giống dựa theo thành tích của họ trong hai kỳ đại hội gần nhất. Đương kim vô địch Việt Nam, đồng thời cũng là chủ nhà và Thái Lan (nhà vô địch năm 2017) được xếp vào nhóm hạt giống số 1.
| Nhóm 1                       | Nhóm 2               | Nhóm 3              | Nhóm 4                  | Nhóm 5           |
| ---------------------------- | -------------------- | ------------------- | ----------------------- | ---------------- |
| Việt Nam (H), (C) · Thái Lan | Indonesia · Malaysia | Myanmar · Campuchia | Philippines · Singapore | Lào · Đông Timor |

## Trọng tài
Các trọng tài sau đây đã được lựa chọn để điều khiển tại giải đấu.
| Trọng tài - Venkatesh Ramchandran - CR Srikrishna - Mohammad Ghabayen - Mohammad Hassan Arafah - Choi Hyun-jai - Ammar Ashkanani - Mohammad Issa - Adam Fazeel - Mahmood Al-Majarafi - Gamini Nivon Robesh - Feras Taweel - Kabirov Nasrullo - Yahya Ali Almulla - Ngô Duy Lân | Trợ lý trọng tài - Manir Dhali - Sapam Kennedy - Sarkar Asit Kumar - Hamza Abuobead - Jang Jongpil - Ali Jraq - Sayedali Msa Sayedali - Salibaev Eldiiar - Hassan Kanso - Rabih Omeirat - Ahmed Abdulla - Mohammad Ghazali - Alahapperuma Dias - Rami Taan - Karaev Vafo - Masoud Hassan Frad - Nguyễn Trung Hậu |

## Vòng bảng
Hai đội đứng đầu mỗi bảng lọt vào vòng bán kết.

### Bảng A
| VT | Đội          | ST | T | H | B | BT | BB | HS  | Đ  | Giành quyền tham dự     |
| -- | ------------ | -- | - | - | - | -- | -- | --- | -- | ----------------------- |
| 1  | Việt Nam (H) | 4  | 3 | 1 | 0 | 6  | 0  | +6  | 10 | Vòng đấu loại trực tiếp |
| 2  | Indonesia    | 4  | 3 | 0 | 1 | 11 | 5  | +6  | 9  | Vòng đấu loại trực tiếp |
| 3  | Myanmar      | 4  | 2 | 0 | 2 | 7  | 8  | −1  | 6  |                         |
| 4  | Philippines  | 4  | 1 | 1 | 2 | 6  | 7  | −1  | 4  |                         |
| 5  | Đông Timor   | 4  | 0 | 0 | 4 | 3  | 13 | −10 | 0  |                         |

| Philippines                                          | 4–0      | Đông Timor |
| ---------------------------------------------------- | -------- | ---------- |
| - Rontini 11' - Chung 56' - Bedic 78' - Kekkonen 81' | Chi tiết |            |

| Việt Nam                                                  | 3–0      | Indonesia |
| --------------------------------------------------------- | -------- | --------- |
| - Nguyễn Tiến Linh 54' - Đỗ Hùng Dũng 74' - Lê Văn Đô 88' | Chi tiết |           |

| Đông Timor                   | 2–3      | Myanmar                                                         |
| ---------------------------- | -------- | --------------------------------------------------------------- |
| - Mouzinho 51' - Jaimito 64' | Chi tiết | - Win Naing Tun 37' - Htet Phyoe Wai 41' - Aung Wunna Soe 90+5' |

| Việt Nam | 0–0      | Philippines |
| -------- | -------- | ----------- |
|          | Chi tiết |             |

| Myanmar                                                   | 3–2      | Philippines              |
| --------------------------------------------------------- | -------- | ------------------------ |
| - Win Naing Tun 2' - Lwin Moe Aung 51' - Soe Moe Kyaw 54' | Chi tiết | - Bedic 34', 38' (ph.đ.) |

| Indonesia                                   | 4–1      | Đông Timor     |
| ------------------------------------------- | -------- | -------------- |
| - Egy 16' - Witan 52', 77' - Fachruddin 59' | Chi tiết | - Mouzinho 69' |

| Philippines | 0–4      | Indonesia                                                  |
| ----------- | -------- | ---------------------------------------------------------- |
|             | Chi tiết | - Ridwan 18' - Rizky 44' - Egy 74' - Marselino 85' (ph.đ.) |

| Myanmar | 0–1      | Việt Nam           |
| ------- | -------- | ------------------ |
|         | Chi tiết | - Đỗ Hùng Dũng 76' |

| Indonesia                              | 3–1      | Myanmar             |
| -------------------------------------- | -------- | ------------------- |
| - Egy 6' - Witan 10' - Marselino 45+2' | Chi tiết | - Win Naing Tun 66' |

| Đông Timor | 0–2      | Việt Nam                                  |
| ---------- | -------- | ----------------------------------------- |
|            | Chi tiết | - Nguyễn Văn Tùng 53' - Hồ Thanh Minh 65' |

### Bảng B
| VT | Đội       | ST | T | H | B | BT | BB | HS  | Đ | Giành quyền tham dự     |
| -- | --------- | -- | - | - | - | -- | -- | --- | - | ----------------------- |
| 1  | Thái Lan  | 4  | 3 | 0 | 1 | 12 | 2  | +10 | 9 | Vòng đấu loại trực tiếp |
| 2  | Malaysia  | 4  | 2 | 2 | 0 | 9  | 6  | +3  | 8 | Vòng đấu loại trực tiếp |
| 3  | Singapore | 4  | 1 | 2 | 1 | 5  | 9  | −4  | 5 |                         |
| 4  | Campuchia | 4  | 1 | 1 | 2 | 6  | 9  | −3  | 4 |                         |
| 5  | Lào       | 4  | 0 | 1 | 3 | 4  | 10 | −6  | 1 |                         |

| Singapore                  | 2–2      | Lào                       |
| -------------------------- | -------- | ------------------------- |
| - Kweh 89' - Emaviwe 90+6' | Chi tiết | - Ekkamai 15' - Chony 50' |

| Thái Lan         | 1–2      | Malaysia                   |
| ---------------- | -------- | -------------------------- |
| - Gustavsson 33' | Chi tiết | - Danial 61' - Azfar 90+4' |

| Lào             | 1–4      | Campuchia                                                   |
| --------------- | -------- | ----------------------------------------------------------- |
| - Phouvieng 67' | Chi tiết | - Chanthea 4' - Anantaza 14' (l.n.) - Rina 63' - Somoun 71' |

| Thái Lan                                                                    | 5–0      | Singapore |
| --------------------------------------------------------------------------- | -------- | --------- |
| - Davis 45+1' (ph.đ.) - Stewart 48' (l.n.) - Ekanit 51', 66' - Korawich 81' | Chi tiết |           |

| Campuchia | 0–1      | Singapore   |
| --------- | -------- | ----------- |
|           | Chi tiết | - Akbar 36' |

| Malaysia                       | 3–1      | Lào            |
| ------------------------------ | -------- | -------------- |
| - Luqman 36', 68' - Syahir 43' | Chi tiết | - Phithack 85' |

| Singapore               | 2–2      | Malaysia               |
| ----------------------- | -------- | ---------------------- |
| - Shah 7' - Stewart 78' | Chi tiết | - Luqman 4' - Faiz 82' |

| Campuchia | 0–5      | Thái Lan                                                           |
| --------- | -------- | ------------------------------------------------------------------ |
|           | Chi tiết | - Chonnapat 4' - Korawich 31' - Worachit 41' - Gustavsson 72', 88' |

| Malaysia                      | 2–2      | Campuchia                          |
| ----------------------------- | -------- | ---------------------------------- |
| - Azam 51' (ph.đ.) - Hadi 68' | Chi tiết | - Chanchav 45' (ph.đ.) - Sa Ty 61' |

| Lào | 0–1      | Thái Lan        |
| --- | -------- | --------------- |
|     | Chi tiết | - At 19' (l.n.) |

## Vòng đấu loại trực tiếp
Trong vòng đấu loại trực tiếp, nếu một trận đấu có kết quả hòa sau 90 phút:
- Tại trận tranh huy chương đồng, sẽ không thi đấu hiệp phụ, trận đấu được quyết định bằng loạt sút luân lưu.
- Tại trận bán kết và trận chung kết, sẽ tổ chức thi đấu hiệp phụ. Nếu kết quả vẫn hòa sau hiệp phụ, trận đấu được quyết định bằng loạt sút luân lưu.

### Sơ đồ
|  | Bán kết               | Bán kết  |                            |   | Trận tranh huy chương vàng | Trận tranh huy chương vàng |
|  |                       |          |                            |   |                            |                            |
|  | 19 tháng 5 – Phú Thọ  |          |                            |   |                            |                            |
|  |                       |          |                            |   |                            |                            |
|  | Việt Nam (s.h.p.)     | 1        |                            |   |                            |                            |
|  | Việt Nam (s.h.p.)     | 1        | 22 tháng 5 – Hà Nội        |   |                            |                            |
|  | Malaysia              | 0        |                            |   |                            |                            |
|  | Malaysia              | 0        | Việt Nam                   | 1 |                            |                            |
|  | 19 tháng 5 – Nam Định |          | Việt Nam                   | 1 |                            |                            |
|  |                       | Thái Lan | 0                          |   |                            |                            |
|  | Thái Lan (s.h.p.)     | Thái Lan | 0                          | 1 |                            |                            |
|  | Thái Lan (s.h.p.)     |          |                            | 1 |                            |                            |
|  | Indonesia             | 0        |                            |   |                            |                            |
|  | Indonesia             | 0        | Trận tranh huy chương đồng |   |                            |                            |
|  |                       |          |                            |   |                            |                            |
|  | 22 tháng 5 – Hà Nội   |          |                            |   |                            |                            |
|  |                       |          |                            |   |                            |                            |
|  | Malaysia              | 1 (3)    |                            |   |                            |                            |
|  | Malaysia              | 1 (3)    |                            |   |                            |                            |
|  | Indonesia (p)         | 1 (4)    |                            |   |                            |                            |

### Các trận đấu

#### Bán kết
| Thái Lan        | 1–0 (s.h.p.) | Indonesia |
| --------------- | ------------ | --------- |
| - Weerathep 94' | Chi tiết     |           |

| Việt Nam                | 1–0 (s.h.p.) | Malaysia |
| ----------------------- | ------------ | -------- |
| - Nguyễn Tiến Linh 111' | Chi tiết     |          |

#### Tranh huy chương đồng
| Malaysia                                      | 1–1      | Indonesia                                     |
| --------------------------------------------- | -------- | --------------------------------------------- |
| - Hadi 81'                                    | Chi tiết | - Ronaldo 69'                                 |
| Loạt sút luân lưu                             |          |                                               |
| - Hadi - Hairiey - Luqman - Harith - Mukhairi | 3–4      | - Asnawi - Ridwan - Marselino - Saddil - Klok |

#### Tranh huy chương vàng
| Việt Nam             | 1–0      | Thái Lan |
| -------------------- | -------- | -------- |
| - Nhâm Mạnh Dũng 83' | Chi tiết |          |

### Huy chương vàng
| Bóng đá nam Đại hội Thể thao Đông Nam Á 2021 |
| -------------------------------------------- |
| · Việt Nam · Lần thứ 3                       |

## Thống kê

### Cầu thủ ghi bàn
Đã có 74 bàn thắng ghi được trong 24 trận đấu, trung bình 3.08 bàn thắng mỗi trận đấu.
3 bàn thắng
- Egy Maulana Vikri
- Witan Sulaeman
- Win Naing Tun
- Luqman Hakim Shamsudin
- Jovin Bedic
- Patrik Gustavsoon

2 bàn thắng
- Marselino Ferdinan
- Hadi Fayyadh
- Ekanit Panya
- Korawich Tasa
- Mouzinho
- Đỗ Hùng Dũng
- Nguyễn Tiến Linh

1 bàn thắng
- Sieng Chanthea
- Ky Rina
- Im Somoun
- Choun Chanchav
- Sa Ty
- Fachruddin Aryanto
- Muhammad Ridwan
- Rizky Ridho
- Ronaldo Kwateh
- Ekkamai Ratxachak
- Chony Wenpaserth
- Phouvieng Phounsavath
- Phithack Kongmathilath
- Danial Asri
- Azfar Fikri Azhar
- Syahir Bashah
- Faiz Amer Runnizar
- Azam Azmi Murad
- Htet Phyoe Wai
- Aung Wunna Soe
- Lwin Moe Aung
- Soe Moe Kyaw
- Christian Rontini
- Dennis Chung
- Oskari Kekkonen
- Glenn Kweh
- Jordan Emaviwe
- Muhammad Akbar
- Shah Shahiran
- Harhys Stewart
- Ben Davis
- Chonnapat Buaphan
- Worachit Kanitsribampen
- Jaimito Soares
- Lê Văn Đô
- Nguyễn Văn Tùng
- Hồ Thanh Minh
- Nhâm Mạnh Dũng

1 bàn phản lưới nhà
- Anantaza Siphongphan (trong trận gặp Campuchia)
- At Viengkham (trong trận gặp Thái Lan)
- Harhys Stewart (trong trận gặp Thái Lan)

### Kỷ luật
Một cầu thủ ngay lập tức bị treo giò trong trận đấu tiếp theo nếu phải nhận một trong các hình phạt sau:
- Nhận 1 thẻ đỏ (thời gian treo giò vì thẻ đỏ có thể nhiều hơn nếu là lỗi vi phạm nghiêm trọng)
- Nhận 2 thẻ vàng trong 2 trận đấu khác nhau; thẻ vàng bị xóa sau khi kết thúc lượt trận tiếp theo (điều này không được áp dụng đến bất kỳ trận đấu quốc tế nào khác trong tương lai)

Các quyết định kỷ luật sau đây đã được thực hiện trong suốt giải đấu:
| Cầu thủ                   | Vi phạm                                                            | Đình chỉ                                               |
| ------------------------- | ------------------------------------------------------------------ | ------------------------------------------------------ |
| Jonathan Khemdee          | trong trận đấu bảng B v Malaysia (lượt trận 1; 7 tháng 5 năm 2022) | Bảng B v Singapore (lượt trận 2; 9 tháng 5 năm 2022)   |
| Jonathan Khemdee          | trong trận đấu bảng B v Malaysia (lượt trận 1; 7 tháng 5 năm 2022) | Bảng B v Campuchia (lượt trận 4; 14 tháng 5 năm 2022)  |
| William Gabriel Weidersjö | trong trận đấu bán kết v Indonesia (19 tháng 5 năm 2022)           | Chung kết v Việt Nam (22 tháng 5 năm 2022)             |
| Firza Andika              | trong trận đấu bán kết v Thái Lan (19 tháng 5 năm 2022)            | Tranh huy chương đồng v Malaysia (22 tháng 5 năm 2022) |
| Rachmat Irianto           | trong trận đấu bán kết v Thái Lan (19 tháng 5 năm 2022)            | Tranh huy chương đồng v Malaysia (22 tháng 5 năm 2022) |
| Ricky Kambuaya            | trong trận đấu bán kết v Thái Lan (19 tháng 5 năm 2022)            | Tranh huy chương đồng v Malaysia (22 tháng 5 năm 2022) |

### Bảng xếp hạng chung cuộc
| VT | Đội          | ST | T | H | B | BT | BB | HS  | Đ  | Kết quả chung cuộc        |
| -- | ------------ | -- | - | - | - | -- | -- | --- | -- | ------------------------- |
| 1  | Việt Nam (H) | 6  | 5 | 1 | 0 | 8  | 0  | +8  | 16 | Vô địch - Huy chương vàng |
| 2  | Thái Lan     | 6  | 4 | 0 | 2 | 13 | 3  | +10 | 12 | Á quân - Huy chương bạc   |
| 3  | Indonesia    | 6  | 4 | 0 | 2 | 12 | 7  | +5  | 12 | Hạng ba - Huy chương đồng |
| 4  | Malaysia     | 6  | 2 | 2 | 2 | 10 | 8  | +2  | 8  | Hạng tư                   |
|    |              |    |   |   |   |    |    |     |    |                           |
| 5  | Myanmar      | 4  | 2 | 0 | 2 | 7  | 8  | −1  | 6  | Bị loại ở vòng bảng       |
| 6  | Singapore    | 4  | 1 | 2 | 1 | 5  | 9  | −4  | 5  | Bị loại ở vòng bảng       |
| 7  | Philippines  | 4  | 1 | 1 | 2 | 6  | 7  | −1  | 4  | Bị loại ở vòng bảng       |
| 8  | Campuchia    | 4  | 1 | 1 | 2 | 6  | 9  | −3  | 4  | Bị loại ở vòng bảng       |
| 9  | Lào          | 4  | 0 | 1 | 3 | 4  | 10 | −6  | 1  | Bị loại ở vòng bảng       |
| 10 | Đông Timor   | 4  | 0 | 0 | 4 | 3  | 13 | −10 | 0  | Bị loại ở vòng bảng       |